# 한국건축역사학회
한국건축역사학회는 건축역사 및 이론의 학문적 계승과 발전을 통해 민족건축사관의 확립을 목적으로 1991년 6월 15일 설립허가된 대한민국 문화재청 소관의 사단법인이다.

## 주요 사업
- 건축 역사학에 관한 조사·연구
- 건축 역사학에 관한 학술지 및 기타 연구자료의 간행
- 건축 역사학에 관한 발표회, 강연회, 토론회, 견학회의 개최 및 국내외 관련 제학회와의 학술 교류
- 건축역사와 전통건조물 보존·복원에 기여하는 학술연구용역 등